# Florideophycidae
Sous-classe
Taxons de rang inférieur
- Voir le texte

La sous-classe des Florideophycidae est une sous-classe d'algues rouges proposée par Friedrich Schmitz en 1892. Depuis, la description de ce taxon est régulièrement discutée, notamment par Christine Maggs (1989).
Elle correspond à la classe des Florideophyceae Cronquist, 1960. 

## Liste des ordres et familles
Selon ITIS :
- ordre Ceramiales
  - famille Ceramiaceae
  - famille Dasyaceae
  - famille Delesseriaceae
  - famille Rhodomelaceae
- ordre Compsopogonales
  - famille Compsopogonaceae
- ordre Corallinales
  - famille Corallinaceae
- ordre Cryptonemiales
  - famille Choreocolacaceae
  - famille Cryptonemiaceae
  - famille Dermocorynidaceae
  - famille Dumontiaceae
  - famille Endocladiaceae
  - famille Gloiosiphoniaceae
  - famille Grateloupiaceae
  - famille Hildenbrandiaceae
  - famille Kallymeniaceae
  - famille Polyideaceae
  - famille Rhizophyllidaceae
  - famille Squamariaceae
  - famille Tichocarsaceae
  - famille Weeksiaceae
- ordre Gigartinales
  - famille Blinksiaceae
  - famille Calosiphoniaceae
  - famille Cruoriaceae
  - famille Dicranemaceae
  - famille Furcellariaceae
  - famille Gigartinaceae
  - famille Gracilariaceae
  - famille Hypneaceae
  - famille Nemastomataceae
  - famille Phyllophoraceae
  - famille Plocamiaceae
  - famille Rhabdoniaceae
  - famille Rhodophyllidaceae
  - famille Sarcodiaceae
  - famille Sebdeniaceae
  - famille Solieriaceae
  - famille Sphaerococcaceae
- ordre Nemaliales
  - famille Acrochaetiaceae
  - famille Batrachospermaceae
  - famille Bonnemaisoniaceae
  - famille Galaxauraceae P. G. Parkinson
  - famille Gelidiaceae Kütz.
  - famille Gelidiellaceae
  - famille Helminthocladiaceae
  - famille Lemaneaceae
  - famille Naccariaceae
  - famille Thoreaceae
  - famille Wurdemanniaceae
- ordre Rhodymeniales
  - famille Champiaceae
  - famille Lomentariaceae
  - famille Rhodymeniaceae

## Liste des ordres
Selon ITIS (24 nov. 2012) :
- ordre Acrochaetiales
- ordre Acrosymphytales
- ordre Balbianiales
- ordre Balliales
- ordre Batrachospermales
- ordre Bonnemaisoniales
- ordre Ceramiales
- ordre Colaconematales
- ordre Corallinales
- ordre Gelidiales
- ordre Gigartinales
- ordre Gracilariales
- ordre Halymeniales
- ordre Hildenbrandiales
- ordre Nemaliales
- ordre Nemastomatales
- ordre Palmariales
- ordre Peyssonneliales
- ordre Pihiellales
- ordre Plocamiales
- ordre Rhodachlyales
- ordre Rhodogorgonales
- ordre Rhodymeniales
- ordre Sebdeniales
- ordre Sporolithales
- ordre Thoreales

Selon World Register of Marine Species (24 nov. 2012) :
- ordre Cryptonemiales
- ordre Sphaerococcales